# Platja de la Barra
La platja de la Barra és una platja urbana del municipi de Sitges (Garraf) situada davant del passeig marítim, entre la zona del Vinyet i la de Terramar. Per l'extrem de llevant, la platja es troba limitada per un dic en forma de 'L' que la separa de la platja de la Riera Xica, i per l'extrem de ponent, per un dic exempt, on limita amb la platja de Terramar a l'alçada del carrer Josep Planas Robert. La seva particularitat és que al mig hi ha 4 illetes artificials creades per a la protecció de la sorra.
Orientada al sud, té una longitud de 494 metres i una amplada mitjana de 33 metres, formada per sorra fina i un pendent d'entrada a l'aigua molt suau. Disposa de dutxes, rentapeus, accessos adaptats per a persones amb mobilitat reduïda, i lloguer de para-sols i patins de pedals.
Està guardonada amb la Bandera Blava, que reconeix internacionalment la qualitat de l'aigua i serveis. L'Agència Catalana de l'Aigua efectua un control setmanal de la qualitat de l'aigua, durant la temporada de bany, amb el resultat d'excel·lent. La platja de la Barra està adherida a la destinació Costa de Barcelona, certificada per Biosphere des del 2017.